# Hiroya Hatsushiba
Hiroya Hatsushiba (初芝弘也?) es el fundador de Tri-Crescendo y durante mucho tiempo fue un programador de sonido para el compositor Motoi Sakuraba.

## Biografía
Hatsushiba ascendió a director de sonido y programador en 1993 para el Telenet Japan con sucursal en Wolfteam. Es aquí donde conoció a Sakuraba, ambos han trabajado juntos en varios juegos desde entonces.
Él fue una de las muchas personas que dejaron Telenet Japan el 6 de marzo de 1995 para participar en la fundación de Tri-Ace. Ahí, él continuó como programador de sonido para Sakuraba.
En 1999 Hatsushiba dejó Tri-Ace y fundó Tri-Crescendo. A pesar de que inicialmente continuaba proporcionando programación de sonido para los juegos de Tri-Ace, Tri-Crescendo se trasladó en el desarrollo de juegos en 2001. Hatsushiba se ha asociado con Monolith Soft para desarrollar el videojuego Baten Kaitos: Las Alas Eternas y el Océano Perdido, convirtiéndose en uno de los juegos más exitosos de Nintendo Game Cube. Funciones de desarrollo le han seguido para su protosecuela Baten Kaitos Origins, así como la reciente Eternal Sonata.